# Szili Leontin
Szili Leontin, Palkovich Károlyné, Bánhegyi Leontin Mária Vilma (Budapest, 1901. május 16. – Budapest, 1987. május 29.) tisztviselő, író, dramaturg.

## Élete
Szülei Bánhegyi Árpád (1862–1916) és Zellerin Vilma (1872–1934) voltak. Négy osztályt járt ki a budapesti felsőbb leányiskolában, majd miután édesapja elhunyt, 1916 és 1924 között takarékpénztári tisztviselőként dolgozott. 1925-ben házasságot kötött Budapesten Szily Károly bankhivatalnokkal, akitől elvált.
1929-ben díjat nyert az Új Idők novellapályázatán, 1939-ben Budapesten, az Erzsébetvárosban ismét férjhez ment. Második férje Palkovich Károly volt. 1940-től 1944-ig az Élet belső munkatársa volt. 1945 után Magyar Rádió munkatársa volt. Hangjátékokat írt Dickens, Dosztojevszkij, Thomas Mann, Roger Martin du Gard, Mauriac és Oscar Wilde művei nyomán. Elbeszélései és folytatásos önéletrajza megjelent a Vigiliában.

## Rádiójátékai
- Békesség háza (1958)
- Téli utazás (1959)

## Művei
- Keresztúton. Regény. Budapest, 1933 (5. kiadás: 1944; 4.[!] kiadás: 1947) (Megfilmesítve 1942)
- Katinka. Regény. Budapest, 1942
- Asszony az országúton. Regény. Budapest, 1943
- Hazamegyünk! Ifjúsági regény. Budapest, 1943
- Magányos sziget. Regény. Budapest, 1943 (és 1944; németül: Einsame Insel. Budapest, 1942; finnül Jyväskyla, 1943 és 1954)
- Majdnem szerelem. Regény. Budapest, 1943 (2. kiadás: 1944)
- Ágota hozománya. Regény. Budapest, 1944
- Szerelmes muzsikusok. Elbeszélések. Budapest, 1944
- Egy marék hó. Regény. Budapest, 1945
- A nagy szerep. Regény. Budapest, 1945
- Fényjáték. Regény. Budapest, 1946 (1948; finnül Helsinki, 1948)
- Ildikó. Regény. Budapest, 1946
- Üzenem. Budapest, 1946
- Hétpettyes Katicabogár. Mesekv. Rajz Janovics István. Budapest, 1947
- Rianás. Regény. Budapest, 1947
- Új utakon. Regény. Budapest, 1947